# Felicia bergeriana
Felicia bergeriana là một loài thực vật có hoa trong họ Cúc. Loài này được (Spreng.) O.Hoffm. mô tả khoa học đầu tiên.